# Jacinto Barquín
Jacinto Barquín Rivero (né le 3 septembre 1915 à Cuba et mort à une date inconnue) était un joueur international de football cubain, qui évoluait au poste de défenseur.

## Biographie

### Club
Il évolue durant sa carrière dans le club du championnat de Cuba du Puentes Grandes.

### International
Il est également international avec l'équipe de Cuba. Il prend part à la coupe du monde 1938 en France. Lors de cette compétition, Barquín joue 3 matchs, un match nul, une victoire et une défaite.
Après le mondial, il joue lors d'un match contre le Mexique en 1949 comptant pour les éliminatoires de la coupe du monde 1950.